# Platycercus
Platycercus Vigors, 1825 è un genere di uccelli della famiglia degli Psittaculidi.

## Tassonomia
Comprende le seguenti specie:
- Platycercus caledonicus (J.F.Gmelin, 1788) - rosella verde
- Platycercus elegans   (J.F.Gmelin, 1788) - rosella cremisi
- Platycercus adscitus   (Latham, 1790) - rosella testachiara
- Platycercus eximius   (Shaw, 1792) - rosella orientale
- Platycercus venustus   (Kuhl, 1820) - rosella settentrionale
- Platycercus icterotis   (Temminck & Kuhl, 1820) - rosella occidentale